# Phelsuma borbonica
Phelsuma borbonica, (franz. Gecko vert des Hauts (deutsch: Grüner Berggecko)) genannt, ist eine kleine Echsenart aus der Familie der Geckos (Geckonidae).

## Merkmale
Die Körperoberseite ist türkis bis grasgrün gefärbt und weist einen hellen Rückenstreifen auf. Es sind auf der Rückenmitte und Schwanzoberseite unregelmäßige rote Flecken erkennbar, welche teilweise Querstreifen bilden. Die Flanken sind dunkler grün gefärbt und ebenfalls rot gefleckt und die Körperunterseite ist grünlich grau. Die Art erreicht eine Länge zwischen 12 und 17 cm.

## Verbreitung

Verbreitungsgebiet von Phelsuma borbonica

Die Art ist im westlichen Indischen Ozean verbreitet.
Phelsuma borbonica borbonica ist auf der Insel Réunion endemisch. Sie kommt ausschließlich in den Höhenlagen der Gemeinden des Nordostens der Insel zwischen St.Denis und Ste.Rose vor. Phelsuma borbonica mater lebt an einigen wenigen Orten an der Südspitze der Insel Réunion. Phelsuma borbonica agalegae kommt auf Agalega vor. Auf Réunion werden Waldgebiete in Höhen oberhalb von 150 m über dem Meeresspiegel besiedelt. Einige Quellen sprechen bei der Art insgesamt außerdem von einer endemischen Verbreitung auf Réunion.

## Lebensweise
Phelsuma borbonica ernährt sich von Insekten (Falter, Termiten, Fliegen), sowie von Blütenpollen, Nektar und reifen Früchten. Die Art führt eine an Bäumen kletternde Lebensweise. Sowohl Männchen als auch Weibchen sind territorial. Phelsuma borbonica borbonica ist sehr nervös und ergreift schnell die Flucht, wenn er gestört wird.

## Fortpflanzung
Die Fortpflanzung findet im Frühjahr und Sommer statt. Die Eier werden paarweise unter Steinen oder Rinden abgelegt. Ein Weibchen legt bis zu vier Eierpaare. Die Inkubationszeit der Eier beträgt zwischen zwei und drei Monaten bei 26 °C.

## Unterarten
The Reptile Database unterscheidet folgende drei Unterarten:
- Phelsuma borbonica borbonica (Mertens, 1942) (Nominatform)
- Phelsuma borbonica agalegae (Cheke, 1975)
- Phelsuma borbonica mater (Meier, 1995)

## Schutzstatus
Alle Unterarten von Phelsuma borbonica sind seit dem 4. Februar 1977 in der CITES II Liste aufgeführt.

## Referenzen
- Magnus Forsberg: Day Gecko Gems. Phelsuma borbonica. In: Reptilia. The European Herp Magazine. Nr. 41, 2005, ISSN 1138-4913, S. 58–64.
- Harald Meier: Ein problematischer Gecko im Indischen Ozean: Phelsuma borbonica agalegae Cheke, 1975. In: Herpetofauna. Bd. 12, Nr. 69, 1990, ISSN 0172-7761, S. 22–26.
- Harald Meier: Neue Nachweise von Phelsuma borbonica auf Réunion, Maskarenen, mit dem Versuch einer taxonomischen Einordnung. In: Salamandra. Bd. 31, Nr. 1, 1995, ISSN 0036-3375, S. 33–40 (Erratum in Bd. 32, Nr. 2, 1996, S. 98).
- Robert Mertens: Die nichtmadagassichen Arten und Unterarten der Geckonengattung Phelsuma. In: Senckenbergiana Biologica. Bd. 47, Nr. 2, 1966, ISSN 0037-2102, S. 85–110, hier S. 97.
- Herbert Rösler: Kommentierte Liste der rezent, subrezent und fossil bekannten Geckotaxa (Reptilia: Gekkonomorpha). In: Gekkota. Bd. 2, 2000, ZDB-ID 2080442-8, S. 28–153.
- Herbert Rösler: Zur Rumpfbeschuppung der Gattung Phelsuma GRAY 1825: zoogeographische Aspekte (Sauria: Gekkonedae). In: Gekkota. Bd. 3, 2001, S. 47–73.